# 普拉特普萊斯 (加利福尼亞州)
普拉特普萊斯（英語：Pratt Place）是位於美國加利福尼亞州門多西諾縣的一個非建制地區。該地的面積和人口皆未知。

## 地理
普拉特普萊斯的座標為39°54′47″N 123°43′18″W / 39.91306°N 123.72167°W，而該地的平均海拔高度為525米（即1722英尺）。